# Unicentro Medellín
El Centro Comercial Unicentro Medellín es un centro comercial ubicado en la zona occidental de la ciudad de Medellín,  frente al campus de la Universidad Pontificia Bolivariana. 
Cuenta con 91.000 metros cuadrados de área construida, 271 locales comerciales, 16 oficinas, 1000 celdas de parqueo para carros y 400 celdas para motos, además de un bici-parqueadero que cuenta con alrededor de 104 celdas. Adicional cuenta con estación de carga para carros, motos y bicicletas eléctricas.
Tiene un tráfico mensual de un millón de personas.

## Historia
Inaugurado el 6 de noviembre de 1991, Unicentro fue el primer centro comercial del sector occidente de Medellín. Ha sido siempre un foco de desarrollo para los barrios Laureles, San Joaquín, Conquistadores, Belén Fátima y barrios aledaños a la Carrera 70 con su corredor turístico, es también reconocido por su cercanía a la Universidad Pontificia Bolivariana.
La construcción e inauguración de la ciudadela comercial se desarrolló con 18 mil millones de pesos. El acto inaugural estuvo acompañado de personalidades influyentes como: el gobernador de Antioquia Gilberto Echeverri Mejía, el alcalde de Medellín Omar Flórez Vélez y el presidente de Colombia César Gaviria Trujillo.
La Alcaldía de Medellín, entregó a la ciudadela, la Medalla al Mérito Cívico “Gonzalo Mejía” reconociendo la confianza que los inversionistas depositaron en Antioquia para la construcción de un gran proyecto.

## Arquitectura
Se construyeron 90 mil metros cuadrados, con 5 mil toneladas de cemento, 6 mil toneladas de acero, dos millones de ladrillos, 270 locales comerciales y dos salas de cine, además de 16 oficinas. Para la estructura arquitectónica del centro comercial se utilizaron materiales como el ladrillo, el granito, la madera y el mármol.
La obra "Entre Aguas" del maestro Hugo Zapata, ubicada en la fachada principal del centro comercial, tuvo una mezcla entre estructura urbana, arquitectura y escultura. Estuvo inspirada en la fuente ceremonial “El Lavapatas” en San Agustín, una referencia a la riqueza cultural de las tribus precolombinas.

#### Remodelación
En el año 2013 y con una inversión de 22 mil millones de pesos, Unicentro Medellín hizo una remodelación, con la cual logró rejuvenecer, ampliar e iluminar los espacios del centro comercial.